# Ла-Брус
Ла-Брус (фр. La Brousse) — коммуна во Франции, находится в регионе Пуату — Шаранта. Департамент коммуны — Шаранта Приморская. Входит в состав кантона Мата. Округ коммуны — Сен-Жан-д’Анжели.
Код INSEE коммуны — 17071.

## Население
Население коммуны на 2010 год составляло 509 человек.
| 1962 | 1968 | 1975 | 1982 | 1990 | 1999 | 2010 |
| ---- | ---- | ---- | ---- | ---- | ---- | ---- |
| 592  | 576  | 569  | 530  | 520  | 477  | 509  |